# Homúnculo
O homúnculo (do latim homunculus: "homenzinho", plural homunculi) termo aplicado em várias áreas do conhecimento humano.
Historicamente o termo descrever um pequeno humano presente nas  células germinativa e, também descreve um ser criado artificialmente por alquimista. 
Modernamente, na neuroanatomia o termo descreve a   representação gráfica do corpo humano no córtex cerebral.

## Na alquimia

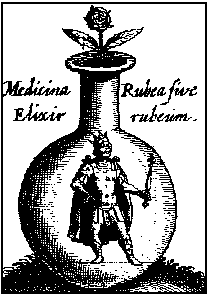
O Elixir Vermelho enquanto pequeno Rei na retorta

A alquimia possuía três objetivos, o primeiro é transmutar metais menos valiosos em ouro, o segundo fabricar o Elixir da Longa Vida e o terceiro é a criação de vida humana artificial a partir de materiais inanimados (um clone humano na acepção moderna), os homúnculos. Não se pode duvidar da influência que a tradição judaica teve neste aspecto, pois na cabala existe a possibilidade de dar vida a um ser artificial, o Golem.
O conceito do homúnculo supostamente foi usado pela primeira vez pelo alquimista Paracelso para designar uma criatura que tinha cerca de 12 polegadas de altura e, que poderia ser criada por meio de sémen humano posto em uma retorta hermeticamente fechada e aquecida em esterco de cavalo durante 40 dias, formando assim o embrião.[carece de fontes?] O alquimista Johanned Konrad Dippel, também tentou criar h
No entanto, também é possível que o homúnculo seja uma alegoria, uma interpretação muito literal das imagens alegóricas alquímicas respeitantes à criação, pela arte, de novas entidades minerais, sejam elas objetivos finais ou intermédios. Essas imagens comportam, muitas vezes, a representação de um ser emblemático, humano, animal ou quimérico, numa retorta.

## Na biologia

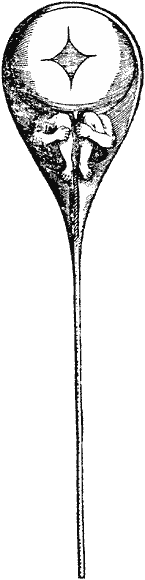
Um homúnculo dentro do espermatozoide

Em 1677 Leeuwenhoek e Luiz Hamm viram pela primeira vez um espermatozoide e pensaram que ele tinha uma miniatura de humano dentro (homúnculo) que se desenvolvia quando depositado nos órgãos sexuais femininos: o espermatozoide seria a semente, o óvulo (feminino) o terreno de plantação.[carece de fontes?]
Na verdade Leeuwenhoek e Hamm viram as organelas do espermatozoide, como se o acromossomo fosse a cabeça e o corpo o núcleo, semelhante ao humano.[carece de fontes?].
O padre italiano Lazzaro Spallanzani provou em 1775 que eram necessários um espermatozoide e um óvulo para haver reprodução humana (na natureza) na qual o esperma era o fator fecundante, deitando por terra as teorias dos animalculistas.

## Na neuroanatomia

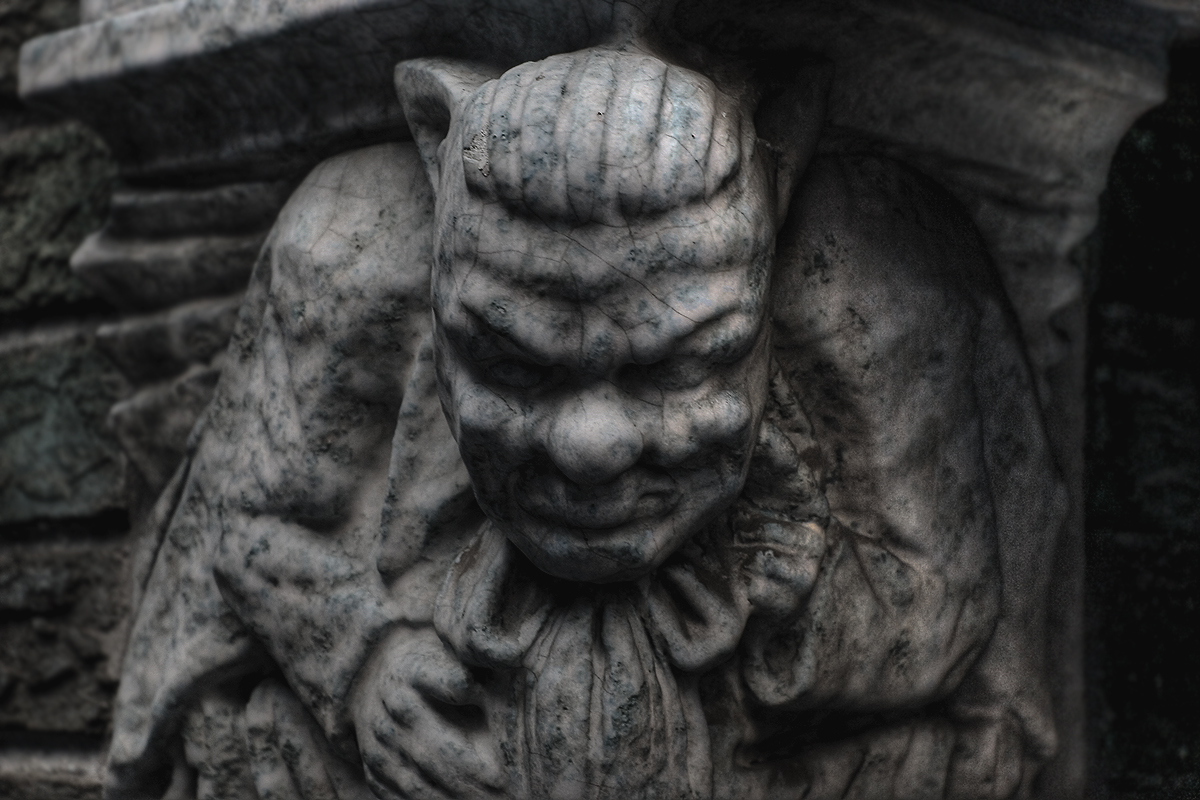
Um homúnculo

Na psicologia o homúnculo é a representação diagramática proporcional do corpo animal em relação às partes destes, representadas no córtex somestésico e motor.
Nesta representação, a área neural correspondente a cada porção corpórea. Assim como a face tem  uma maior quantidade de nervos e consequentemente de corpos de neurônios, o desenho terá uma imensa face, com um tronco pequeno, braços grandes com mãos enormes, pernas pequenas com pés médios.
Homúnculo sensitivo: área somestésica, localizada no giro pós-central.
Homúnculo motor: área motora, localizada no giro pré-central.